# Zischägge
Die Zischägge (auch bezeichnet als Husarische Haube, Ungarische Sturmhaube oder Pappenheimer-Helm, ungarisch huszársisak oder rákfarkas sisak, englisch lobster tail helmet) ist ein unter orientalischen Einflüssen entwickelter Reiterhelm, der im 17. Jahrhundert in weiten Teilen Europas verbreitet war. Eine der regionalen Varianten ist die Polnische Zischägge.

## Beschreibung
Sie bestand in ihrer gängigsten Form aus einer halbkugeligen Helmglocke, einem langen geschobenen Nackenschirm, Wangenklappen mit Gehörrosen und einem flachen Augenschirm mit verstellbarem Naseneisen, das mit einer Flügelschraube fixiert wurde. 

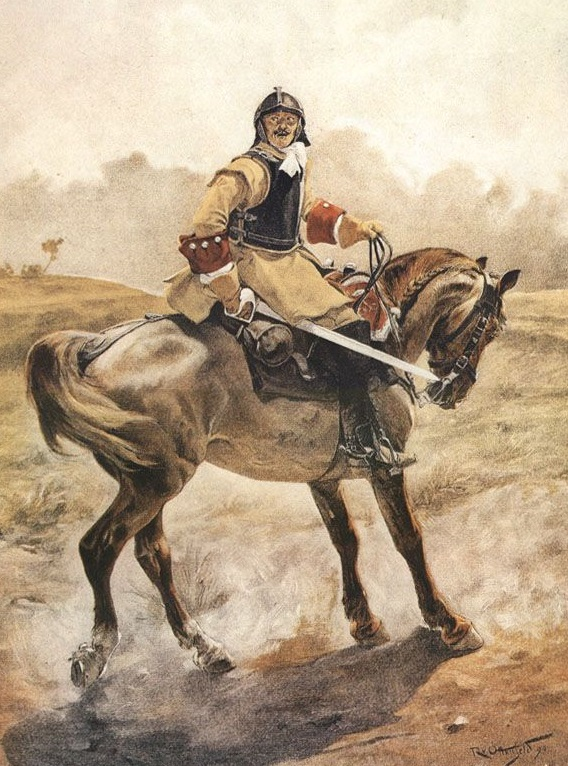
Ein österreichischer Kürassier mit einem Zischäggehelm aus dem Jahr 1705

Die auf türkische Vorbilder zurückgehende Zischägge (Shishak) wurde um die Mitte des 16. Jahrhunderts mit ursprünglich zwiebelförmiger Glocke, kurzem Augenschirm und meist zweifach geschobenem Nackenschirm als sisak bei den ungarischen Husaren gebräuchlich. Sie fand unter der Bezeichnung szyszak auch bei polnischen Reitern Verwendung. Seit der Wende zum 17. Jahrhundert verbreitete sie sich in modifizierter Form in Mitteleuropa und gehörte zunächst zur Schutzbewaffnung der Arkebusierreiter und Dragoner. Im Laufe der 1630er-Jahre verdrängte die Zischägge den Mantelhelm als bevorzugten Kopfschutz der schweren Reiterei. Gegen Ende des 17. Jahrhunderts wich sie in den meisten europäischen Heeren dem Filzhut, wurde jedoch von bayerischen und österreichischen Kürassieren im Kampf gegen die osmanischen Türken bis in das 18. Jahrhundert hinein weiterhin verwendet.
Zu den Varianten der Zischägge zählt der englische three-bar pot mit aufschlächtigem Augenschirm, an dem drei an ihren unteren Enden zusammengeschweißte Stangen befestigt waren. Eine weitere Abart ist der Flügelhelm, der um die Wende zum 18. Jahrhundert bei der polnischen Hussaria gebräuchlich war. An der Glocke des Flügelhelms waren seitlich zwei gerippte, mit herz- und lochförmigen Durchbrüchen versehene Metallflügel angebracht, die in erster Linie einen dekorativen Zweck erfüllten.